# Haeterius nudus
Haeterius nudus är en skalbaggsart som beskrevs av Martin 1922. Haeterius nudus ingår i släktet Haeterius och familjen stumpbaggar. Inga underarter finns listade i Catalogue of Life.